# Parapagurodes makarovi
Parapagurodes makarovi är en kräftdjursart som beskrevs av McLaughlin och Haig 1973. Parapagurodes makarovi ingår i släktet Parapagurodes och familjen eremitkräftor. Inga underarter finns listade i Catalogue of Life.